# 覺羅
覺羅（穆麟德轉寫：Gioro，穆麟德轉寫：Giyoro），俗稱红带子，是清朝旁支皇族的稱號，冠在其名字（gebu）之前。當使用作為頭銜時，其意義與使用作為姓氏（哈拉）的覺羅不同。

## 简介
崇德元年（1636年），清太宗皇太极下诏，规定以清显祖塔克世的直系子孙为“宗室”；其余伯叔兄弟旁支子孙为“觉罗”。宗室于袍服腰间佩戴黄带子，觉罗佩戴红带子，以示区别。此外，宗室被革退者也佩戴红带子，位列皇族家谱《玉牒》之末端；觉罗被革退者则佩戴紫带子，位列皇族家谱《玉牒》之最末端。
金朝舊例，金朝的皇族直系稱為宗室，不直呼其姓；皇族旁系則稱完顏，此外，還有非皇族的完顏氏。鄭天挺在《清史探微》中認為，覺羅原是女真姓氏，為清朝皇室出身的姓氏；清太祖加上愛新，形成愛新覺羅，以與一般人做區別。將皇族分為宗室與覺羅，是仿效金朝舊例，皇族直系稱為宗室，旁系則僅稱同姓完顏。非皇室的同姓覺羅，則稱民覺羅。

## 觉罗革退者
根据史籍记载，在觉罗各支系中，因罪被黜为紫带子的，最少有两支： 
- 清兴祖福满
  - 长子德世库三子尼扬古子瓦哈长子阿三一支；
  - 次子刘阐子陆虎臣曾孙塔思护之曾孙长安保十二子丰盛额一支。

## 其他
- 觉罗与姓氏觉罗是两个完全不同的概念。本条目所说之觉罗并非姓氏，而是清朝皇族中的远支。
- 近代在清朝皇族远支红带子后代中，有以觉罗命名，恢复爱新觉罗家族老姓以示红带子后代进而以区分皇室爱新觉罗氏后代。
- 觉罗虽然贵为远支皇族，但他们的世爵世职却与异姓旗人贵族相同。换言之，觉罗不能使用宗室的爵位。